# Cornhole

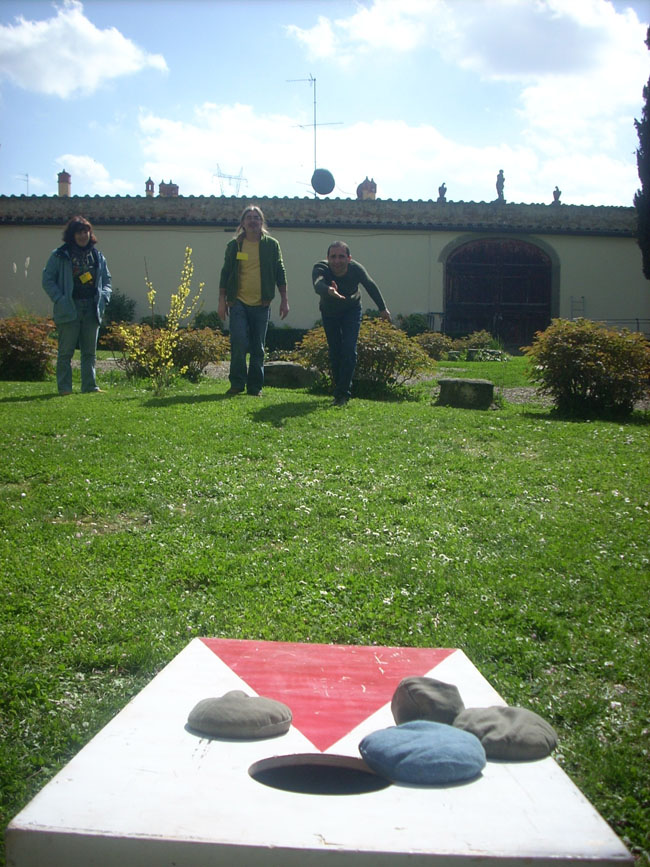
Un momento di una partita di Cornhole a Firenze, Italia

Il Cornhole  è un gioco a squadre nel quale si lanciano dei sacchetti di stoffa, riempiti solitamente di mais, verso una piattaforma di legno.
Sulla piattaforma c'è un foro del diametro di 15 cm.

## Storia
Pare che il Cornhole sia originario della Germania, dove nel 1325 un mobiliere di nome Mathias Kuepermann, osservando dei bambini giocare a tirare delle grosse pietre in una buca, inventa un sistema meno pericoloso per divertirsi. Guardandosi intorno e vedendo la grande quantità di grano a disposizione nella sua Baviera, decide che le nuove "pietre" saranno dei sacchetti riempiti con una libbra di chicchi di grano.
Dopo un periodo di oblio, il Cornhole riappare in America, nella zona di Cincinnati, dove nel frattempo erano giunti alcuni emigranti tedeschi. Lì fu il mais a riempire i sacchetti.

## Regole
La piattaforma è posta a 10 metri dalla linea di lancio o da un'altra piattaforma. I giocatori (2 o 4 se si gioca a squadre) lanciano alternativamente 8 sacchetti (4 per ogni colore) verso la piattaforma.
Ogni sacchetto che va in buca vale 3 punti. Ogni sacchetto che rimane sulla piattaforma anche senza andare in buca vale 1 punto.
Il punteggio viene assegnato ad una sola delle due persone (o squadre) per differenza.
Il gioco termina quando si arriva a 21 punti.

### Per due giocatori
Scopo del gioco: Il primo giocatore che raggiunge o supera il punteggio di 21 vince la partita. Per ottenere punti si devono lanciare i sacchetti pieni di mais verso la piattaforma situata di fronte.
Ogni giocatore prende 4 sacchi dello stesso colore e si posiziona accanto alla piattaforma, a una distanza di 8,23 metri dall'altra piattaforma (6 o 7 metri, se non siete esperti).
Sorteggiare il giocatore che inizia la partita.
A turno, alternativamente, lanciare un sacchetto alla volta prendendo di mira la piattaforma, fino a giocare tutti i sacchetti (8 sacchetti in totale, 4 per giocatore).
Non spostare i sacchetti, eccetto quelli che toccano terra prima di ricadere sulla piattaforma, questi non contano e devono essere rimossi per continuare la partita.
I punti si contano dopo che sono stati lanciati gli 8 sacchetti. 
I sacchetti rimasti sulla piattaforma valgono 1 punto. I sacchetti imbucati valgono 3 punti.
- Non si assegnano punti per i sacchetti caduti fuori dalla piattaforma.
- Se uno dei tuoi sacchetti spinge un sacchetto dell’avversario nella buca, questo ottiene 3 punti.
- Se uno dei tuoi sacchetti spinge fuori dalla piattaforma un sacchetto dell’avversario, questo perderà un punto.
- Si aggiudicano solo i punti che superano quelli dell’avversario, per esempio:

Il giocatore A mette 2
sacchetti sulla piattaforma, un sacchetto in buca e un sacchetto per terra. Totale = 5 punti
Il giocatore B mette 2 sacchetti sulla piattaforma e 2 sacchetti in buca. Totale = 8 punti
Il giocatore B ottiene 8-5 = 3 punti e il giocatore A non ottiene nessun punto.
Il giocatore che ha segnato dei punti nell'ultimo scarto lancia per primo.
In caso di pareggio, il giocatore che ha lanciato per primo nello scarto precedente, lancia ancora per primo.
Il primo che segna 21 punti, vince la partita.

#### Con 2 piattaforme
In due giocatori è più pratico giocare con due piattaforme per evitare di riprendere i sacchetti a fine partita.
Posizionare le piattaforme una di fronte all’altra a 8 metri di distanza.
Il giocatore A si posiziona a destra di una piattaforma mentre il giocatore B si posiziona a sinistra della stessa piattaforma.
Attenzione! Al lancio, non oltrepassare la piattaforma. 
Importante: il lancio può essere più o meno facile se ci si trova a destra o a sinistra della piattaforma. Per giocare in modo equo, il giocatore che si è posizionato a destra della piattaforma occuperà la posizione opposta nella partita successiva, ovvero a sinistra dell’altra piattaforma.

### Per 4 giocatori
Scopo del gioco: la prima squadra che raggiunge o supera il punteggio di 21 vince la partita. Per ottenere punti si devono lanciare i sacchetti di mais sulla piattaforma situata di fronte.
Disporre le piattaforme una di fronte all’altra, a 8,23 metri di distanza (6 o 7 metri se non siete esperti).
Importante: i giocatori della stessa squadra devono posizionarsi uno di fronte all’altro, ovvero, uno è a destra di una piattaforma e l’altro a sinistra dell’altra piattaforma.
Due giocatori si dispongono su entrambi i lati della prima piattaforma, con 4 sacchetti di mais dello stesso colore ciascuno.
Sorteggiare il giocatore che inizia la partita.
A turno, alternativamente, lanciare un sacchetto alla volta prendendo di mira la piattaforma, fino a giocare tutti e 8 sacchetti.
Attenzione! Al lancio, non oltrepassare la piattaforma. 
Tocca ora agli altri due giocatori, situati su ciascun lato dell’altra piattaforma, a lanciare i loro sacchetti. Inizia a lanciare il giocatore della squadra che ha segnato punti nell'ultimo scarto. In caso di pareggio, la squadra che ha lanciato per prima nell'ultimo scarto, lancia per prima.
Si aggiudica la partita la squadra che segna per prima 21 punti.
Se organizzate un torneo si consiglia di ridurre il punteggio vincente a 11 punti affinché le partite si susseguano più velocemente.

## Il Cornhole in Italia
Si comincia a giocare a Cornhole in Italia nel 2007, quando alcuni amici, già appassionati di Kubb, decidono di costruirsi le prime piattaforme e di cucire i primi sacchetti con il mais.
Nel 2008 nasce il Gru.Co. - Gruppo Cornhole Italia, con lo scopo di far conoscere il più possibile questo gioco di lancio.
Dal 2011 il Gru.Co. - Gruppo Cornhole Italia e il Gruppo Italiano Kubb operano attraverso l'Associazione GiocOvunque che si pone come uno degli obiettivi fondanti la diffusione di questi e di altri giochi di lancio in Italia.
Dal 2009 al 2014 si è svolto in Italia anche il Campionato Italiano di Cornhole a coppie. La prima edizione si è svolta a Ravenna, mentre le successive si sono svolte a Modena.
Dal 2018 è nata la pagina Facebook "F.I.CO. Federazione Italiana Cornhole" che ha lo scopo di pubblicizzare i ritrovi e i tornei di cornhole in Italia.